# Wall

wall — unix-утилита, отправляющая сообщение на все терминалы при их правах mesg, выставленных в yes. Сообщением является аргумент к команде wall, или оно может быть отправлено на стандартный ввод wall. При использовании устройства стандартного ввода с терминала сообщение должно заканчиваться на символ EOF (обычно это Control-D). Суперпользователь может использовать опцию «-n» для скрытия заголовка программы «Broadcast Message from …».
Длина сообщения ограничена 20 строками.

## Использование
- wall [message]

После запуска программа выводит на удалённом компьютере сообщения вида:
```
Broadcast Message from root@localhost
  (/dev/pts/0) at 01:23 ...

Отправленное сообщение.
```